# Madaras Ádám
Madaras Ádám (Budapest, 1966. december 28. –) világ- és Európa-bajnok magyar öttusázó, párbajtőrvívó.

## Öttusázóként
1978-tól a KSI, 1985-től Az Újpesti Dózsa, majd az UTE öttusázója volt. 1985-ben és 1986-ban Ifjúsági Barátság Versenyt nyert csapatban, egyéniben második lett. 1986-ban junior világbajnok volt csapatban, ezüstérmes egyéniben. 1989-ben negyedik helyezett volt váltóban az Európa-bajnokságon. A magyar csapatbajnokságon első lett. 1990-ben egyéni és csapatbajnok volt. A jóakarat játékokon hetedik lett. A következő évben világ kupa-versenyt nyert Warendorfban. 1991-ben világbajnok volt váltóban, harmadik helyezett csapatban és egyéniben. Ugyanebben az évben mindhárom versenyszámban aranyérmes lett az Európa-bajnokságon. 1992-ben a váltó-világbajnokságon ötödik volt. Az olimpiára a csapat tartalékjaként jutott ki.
Az 1993-as Európa-bajnokságon első lett a váltóval. Az 1994-es vb előtt megbetegedett, így végül kimaradt a csapatból. Az 1996-os váltó-vb-n hetedik volt. Októberben megnyerte a vk döntőjét. A következő évben a székesfehérvári Eb-n egyéniben tizedik, váltóban első volt. A szófiai vb-n egyéniben huszonkilencedik, csapatban első lett. Az 1998-as uppsalai Európa-bajnokságon váltóban negyedik volt. Az ob-n egyéniben negyedik volt. A mexikóvárosi vb-n váltóban 11., egyéniben 19. lett. 1999 májusában megnyerte a darmstadti vk-versenyt. Az Európa-bajnokságon csapatban lett első. A budapesti vb-n az egyéni versenyben indulhatott és a 17. helyen végzett. A 2000-es vb-n bronzérmes lett váltóban, az Eb-n tartalék volt.
2002-től a Gyermek-, Ifjúsági és Sportminisztérium sajtóosztályán dolgozott. Filmekben, színházi előadásokban szerepelt kaszkadőrként.

## Párbajtőrözőként
1988-ban csapatbajnoki ezüstérmes, 1990-ben egyéni magyar bajnok és csapatban negyedik lett. 1991-ben és 1993-ban csb bronzérmes, 1992-ben egyéni bajnoki ezüstérmes volt.

## Díjai, elismerései
- Az év magyar öttusázója (1991)

## Filmjei
- A Hídember - Karl Clam-Martinitz hadsegédje (2002)